# Microterys haroldi
Microterys haroldi är en stekelart som beskrevs av Prinsloo och Rosen 1975. Microterys haroldi ingår i släktet Microterys och familjen sköldlussteklar. Inga underarter finns listade i Catalogue of Life.